# 大地测量学史
大地测量学是一门测量和描绘地球的学科。人类很早就开始研究自己所居住的星球的形状和大小，整个大地测量学的发展史也就是人类对地球不断认识的一个过程。人类对地球形状的认识经历圆球→椭球→大地水准面→真实地球自然表面这几个阶段，对地球形状认识的进步反映出了大地测量学的发展。

## 地球圆球阶段

测量亚历山大港 (A) 和塞尼 (S)之间的子午线长。

人类最早对地球的认识是“天圆地方”。公元前6世纪后半叶，古希腊学者毕达哥拉斯提出了地球为球形的概念。2个世纪以后亚里士多德通过进一步论证支持此说。约前240年，埃拉托色尼通过观测亚历山大港和塞尼（今埃及的阿斯旺）两地观测日影的方法估算出地球圓周在39,690千米到46,620千米之间。这是人类首次应用弧度测量估算地球大小。公元8世纪，中国科学家一行派太史监南宫说在今河南境内进行了一次弧度测量，测量结果是子午线上纬度差一度地面相距约132km，比现代值110.95km长约21km。这次测量是世界上第一次实地弧度测量。
公元10世纪左右，波斯学者比鲁尼通过三角函数计算得到地球半径约为6,339.9 km ，仅比现代值6,356.7 km小16.8 km 。欧洲学者直到16世纪才得到这样的结果。比鲁尼还通过复杂的计算求解地球的周长，其结果也与现代值非常接近。由于比鲁尼在大地测量学领域的卓越贡献，他有时被称为“大地测量学之父”。

## 地球椭球阶段

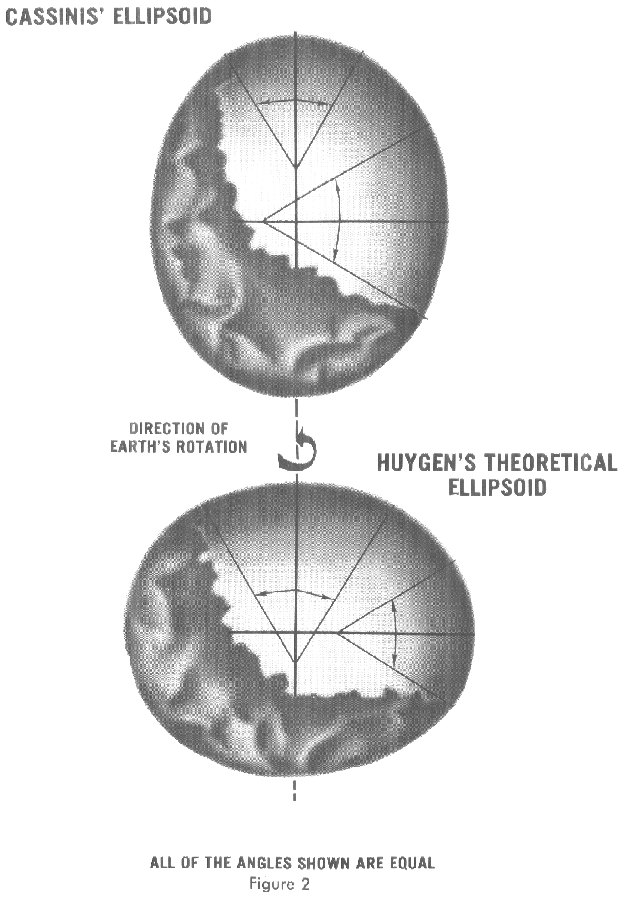
卡西尼的椭球； 惠更斯的理论椭球

公元17世纪末，英国的牛顿和荷兰的惠更斯首次提出地球是两极略扁的椭球，称为"地扁说"。1659年，克里斯蒂安·惠更斯（Christiaan Huygens）首次在他的著作《离心力》中得出了向心力的标准公式。 该公式在古典力学中起着核心作用，并被称为牛顿运动定律第二定律。 牛顿的万有引力定律结合地球的自转，预测地球是扁球形（宽度大于高度），扁率为1:230。
法国科学院派遣了两次探险。皮埃爾·莫佩爾蒂(Pierre Louis Maupertuis)领导下的第一次远征（1736–37年）被送到了北欧的托尔讷河谷（位于地球的北极附近）。 皮埃爾·布给(Pierre Bouguer)领导下的第二次任务（1735–44年）被派往赤道附近的在现代的被称为厄瓜多尔的地点。 他们的测量结果显示出一个扁圆的地球，扁率为1:210。 对地球真实形状的这种近似成为新的参考椭球体。
在这一阶段，大地测量学得到了很大的发展，推出了不同的地球椭球参数。1743年，法国科学家克莱罗证明了重力值与地球扁率之间的关系，为利用地球重力研究地球形状奠定了基础。

## 大地水准面阶段
19世纪初，随着测量精度的提高，法国的拉普拉斯和德国的高斯通过对各地弧度测量结果的研究，相继指出地球的非椭球性。
1873年德国数学家利斯廷首次提出了大地水准面的概念，是人类对地球形状的认识又产生了一次飞跃。这一阶段各国科学家通过重力测量资料推求椭球扁率，提出了许多新的椭球参数。

## 现代大地测量学
以电磁波测距、全球卫星导航系统等为代表的新的测量技术的产生，大地测量学进入了以空间大地测量学为代表的现代大地测量阶段。